# الحارث بن عبد الله بن أبي ربيعة
الحارث بن عبد الله بن أبي ربيعة القرشي المخزومي المعروف بالقباع، قيل أنه صحابي، وذكره البُخَارِيُّ وابن سَعْد وابن حبان في التابعين، استعمله عبد الله بن الزبير واليًا على البصرة، ثم عزله عنها، وكانت ولايته عليها سنة، واستعمل مكانه مُصْعَب بن الزّبير، وكان قليل في رواية الحديث.

## أسرته
- أبوه: الصحابي عَبْد اللّه بن أبي رَبِيعة بن المُغِيرَة بن عبد اللّه بن عُمَر بن مخزوم القرشي المخزومي.
- أمّه أمّ ولد.[2] وكانت أمه نصرانية حبشية، فكان هو أسود.[3]
- أخوه: الشاعر عُمَر بن عبد اللّه بن أبي ربيعة.
- أبناؤه: عبد الله، وأمّه أمّ عبد الغفّار ابنة عبد الله بن عامر بن كُريز بن ربيعة بن حَبيب بن عبد شمس، وَعَبْدَ الملك، وعبدَ العزيز، وعبدَ الرحمن، وأمَّ حكيم، وحَنْتَمَةَ. وأمّهم حَنْتَمَةُ بنت عبد الرحمن بن الحارث بن هشام. ومحمدًا، وعُمَرَ، وسعدًا، وأبا بكر، وأمَّ فروة، وقَرِيبَةَ، وأبَيَّةَ، وأسماءَ، وأمّهم عائشة بنت محمّد بن الأشعث بن قيس بن مَعْدِيكَرِب بن معاوية بن جَبَلة من كِنْدة، وعيّاشَ بن الحارث لأمّ ولد، وعُمَرَ لأمّ ولد، وأمّ داود وأمّ الحارث. وأمّهما أمّ أبان بنت قيس بن عبد الله بن الحُصين ذي الغُصّة بن يزيد ابن شدّاد بن قَنَان الحارثي، وأمَّ محمّد، وَأَمَةَ الرحمن. وأمّهما أمّ أيّوبِ ابنة عبد الله بن زُهير بن أبي أُمية بن المغيرة. وفاطمة وأمّها أمّ ولد، وعبدَ الرحمن، وعبدَ الله الأكبر وأمّهما عاتكة بنت صَفْوان بن أُميّة بن خَلَف الجُمَحي.[2]

## روايته للحديث
كان الحارث قليل الحديث، حدّث عن عمر بن الخطاب، وعن عائشة بنت أبي بكر، وأم سلمة، ومعاوية بن أبي سفيان. وحدّث عنه: ابن شهاب الزهري، وعبد الله بن عبيد بن عمير، والوليد بن عطاء، وعبد الرحمن بن سابط.
روى حاتم بن أبي صغيرة عن أبي قزعة أن عبد الملك بن مروان قال في الطواف: «قاتل الله ابن الزبير يكذب على عائشة أن النبي -صلى الله عليه وسلم- قال لها: لولا حدثان قومك بالكفر، لنقضت البيت حتى أزيد فيه الحجر، فقال له الحارث بن عبد الله بن أبي ربيعة: لا تقل هذا يا أمير المؤمنين; فأنا سمعتها تقوله، فقال: لو كنت سمعته قبيل أن أهدمه لتركته على بناء ابن الزبير.»

## إمارته للبصرة

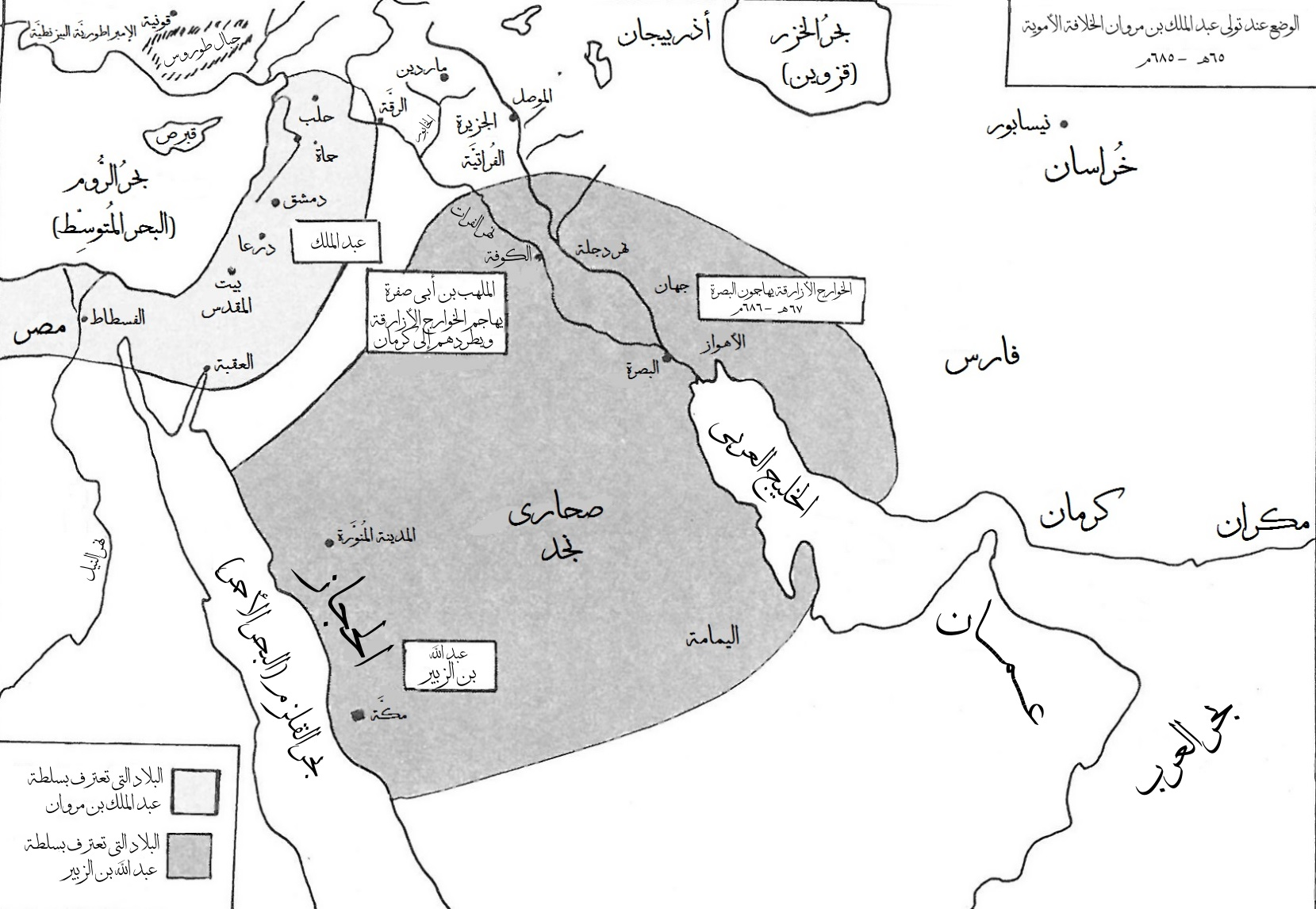
خارطة تُبيِّن البلاد التي اعترفت بِخلافة عبد الله بن الزُبير.

استعمله عبد الله بن الزبير واليًا على البصرة، وكان يُلقَّب بالقباع باسم مكيال وضعه لهم، حيث مرّ بمكيال بالبصرة فقال: إنّ هذا لقُبَاعُ صالح، فلقّبوه القُباع. وكان خطيبا بليغًا دينًا، وفي سنة 65 هـ، بعث إليها مروان بن الحكم قبل وفاته بعثًا بقيادة حبيش بن دلجة القيني نزل المدينة، ففرّ منها عامل ابن الزبير، فأرسل ابن الزبير إلي الحارث يستمدّه، فأرسل جيشًا بقيادة الحنتف بن السجف التميمي. وكان رجلًا سهّاكًا، فقال أبو الأسود الدِّيلي لعبد الله بن الزّبير:
فعزله عبد الله بن الزّبير عن البصرة، وكانت ولايته عليها سنة، واستعمل مكانه مُصْعَب بن الزّبير.